# So I'm a Spider, So What?
So I'm a Spider, So What? (蜘蛛ですが、なにか??, Kumo desu ga, nani ka?) è una serie di light novel scritta da Okina Baba e illustrata da Tsukasa Kiryu, pubblicata in Giappone dal 10 dicembre 2015 all'8 gennaio 2022 da Fujimi Shobō. Dal romanzo sono stati tratti un manga, disegnato da Asahiro Kakashi e pubblicato da Kadokawa Shoten, un manga spin-off, disegnato da Gratinbird e pubblicato sempre da Kadokawa, e una serie televisiva anime, che è andata in onda dall'8 gennaio al 3 luglio 2021.
In Italia la serie di light novel è inedita, mentre il manga è stato pubblicato da Edizioni BD a partire dal luglio 2020. La serie animata viene distribuita dalla piattaforma di streaming Crunchyroll.

## Trama
In un mondo in cui la battaglia tra Eroe e Signore del male si è ripetuta più e più volte, un enorme incantesimo spazio-temporale va fuori controllo e colpisce una certa classe di una scuola superiore giapponese sulla Terra, uccidendo tutti i presenti. Tuttavia, guidati da quello che sembra essere un miracolo, gli studenti si sono tutti reincarnati in quell'altro mondo. Mentre una manciata di loro si è reincarnata in reali, nobili e altri tipi di persone influenti, una ragazza non è stata così fortunata: rinata come un mostro ragno del tipo più debole in un dungeon pieno di bestie feroci, è costretta a sperimentare difficoltà estreme. Anche così, armata solo della sua conoscenza umana e della sua travolgente positività, continua ad andare avanti e sopravvivere contro creature molto più forti di lei.

### Ambientazione
Gli eventi all'inizio della serie si svolgono nel Grande Dungeon di Elroe, luogo situato in un mondo parallelo all'interno del quale si risveglia la protagonista Io come ragno. È il dungeon sotterraneo più vasto di quel mondo, che si estende tra il continente di Daztrudia (con molteplici insediamenti umani) e quello di Kasanagara (il più grande).

## Media

### Light novel
Okina Baba ha inizialmente pubblicato il romanzo on-line, in maniera amatoriale, sulla piattaforma Shōsetsuka ni narō a partire dal 27 maggio 2015. La casa editrice Fujimi Shobō ha poi acquisito i diritti sulla serie, pubblicandola con le illustrazioni di Tsukasa Kiryu dal dicembre dello stesso anno fino alla sua conclusione avvenuta l'8 gennaio 2022.
| Nº  | Data di prima pubblicazione | Data di prima pubblicazione                                                                      | Data di prima pubblicazione |
| Nº  | Giapponese                  | Giapponese                                                                                       |                             |
| --- | --------------------------- | ------------------------------------------------------------------------------------------------ | --------------------------- |
| 1   | 10 dicembre 2015            | ISBN 978-4-04-070829-4                                                                           |                             |
| 2   | 10 marzo 2016               | ISBN 978-4-04-070849-2                                                                           |                             |
| 3   | 9 luglio 2016               | ISBN 978-4-04-070942-0                                                                           |                             |
| 4   | 8 ottobre 2016              | ISBN 978-4-04-072062-3                                                                           |                             |
| 5   | 10 febbraio 2017            | ISBN 978-4-04-072186-6                                                                           |                             |
| 6   | 9 giugno 2017               | ISBN 978-4-04-072325-9                                                                           |                             |
| 7   | 10 ottobre 2017             | ISBN 978-4-04-072482-9                                                                           |                             |
| 8   | 10 marzo 2018               | ISBN 978-4-04-072483-6                                                                           |                             |
| 9   | 10 luglio 2018              | ISBN 978-4-04-072792-9                                                                           |                             |
| 10  | 10 gennaio 2019             | ISBN 978-4-04-912128-5                                                                           |                             |
| 11  | 10 luglio 2019              | ISBN 978-4-04-072795-0                                                                           |                             |
| 12  | 10 gennaio 2020             | ISBN 978-4-04-073448-4                                                                           |                             |
| 13  | 10 luglio 2020              | ISBN 978-4-04-073699-0                                                                           |                             |
| EX  | 10 dicembre 2020            | ISBN 978-4-04-073564-1                                                                           |                             |
| 14  | 9 gennaio 2021              | ISBN 978-4-04-073926-7 (ed. regolare) ISBN 978-4-04-073932-8 (ed. con drama-CD)                  |                             |
| 15  | 10 dicembre 2021            | ISBN 978-4-04-074354-7 (ed. regolare) ISBN 978-4-04-074371-4 (ed. con libretto di illustrazioni) |                             |
| 16  | 8 gennaio 2022              | ISBN 978-4-04-074356-1 (ed. regolare) ISBN 978-4-04-074372-1 (ed. con libretto di storie brevi)  |                             |
| EX2 | 10 febbraio 2023            | ISBN 978-4-04-074852-8                                                                           |                             |

### Manga

Copertina del primo volume dell'edizione italiana del manga, raffigurante la protagonista "Io"

Il manga tratto dalla light novel è disegnato da Asahiro Kakashi e pubblicato da Kadokawa Shoten, inizialmente sulla rivista on-line Young Ace UP dal 22 dicembre 2015. Un'edizione italiana del manga viene pubblicata da Edizioni BD sotto l'etichetta J-Pop dal 22 luglio 2020. La traduzione dei testi è curata da Davide Campari, mentre il lettering è realizzato da Mauro Saieva.
| 1  | 9 luglio 2016 | ISBN 978-4-04-104551-0 | 22 luglio 2020    | ISBN 978-88-349-0334-6 (ed. regolare) ISBN 978-88-349-0357-5 (ed. variant) |
| 1  | Capitoli - Capitoli 0-7 - Racconto inedito: La catena alimentare del dungeon è davvero spaventosa |                        |                   |                                                                            |
| 1  | Trama Una ragazza delle superiori si risveglia all'improvviso nel corpo di un ragno. Dopo i primi momenti di sgomento e confusione, la ragazza capisce di doversi impegnare per sopravvivere nella caverna dove si trova. Inizia così a costruirsi una tana, mettendo delle trappole per catturare le prede, e ad aumentare il suo livello e le sue abilità, proprio come un videogioco. Gli umani presenti in quello che scopre essere un dungeon sotterraneo, però, danno fuoco alle sue ragnatele, e la protagonista (di cui ancora è ignoto il nome) è costretta a scappare, decidendo tuttavia di farsi coraggio e da quel momento di affrontare direttamente le difficoltà che si presentano davanti a lei, superando le sue debolezze. Purtroppo ritrovandosi ancora di fronte sia umani che mostri, il piccolo ragno si trova di nuovo in fuga e finisce per cadere dentro a una voragine. |                        |                   |                                                                            |
| 2  | 3 dicembre 2016 | ISBN 978-4-04-104885-6 | 9 settembre 2020  | ISBN 978-88-349-0368-1                                                     |
| 2  | Capitoli - Capitoli 8-14 - Racconto inedito: Battaglie fra mostri |                        |                   |                                                                            |
| 2  | Trama La protagonista si ritrova sul fondo della voragine dopo essere stata attaccata da uno sciame di creature simili a delle vespe, i finjicote. Ad aggravare la situazione è la comparsa di un enorme drago, che impedisce a "Io" di muoversi dal suo nascondiglio. Il ragno, quindi, inizia a costruire una nuova tana, iniziando a risalire la voragine e combattendo intanto contro i finjicote, ma il ritorno del drago terreno provoca la distruzione di tutta la sua ragnatela. La protagonista è dunque obbligata ad esplorare quel livello del dungeon, che scopre essere situato tra lo strato intermedio e l'ultimo strato. Dopo essersi ambientata, "Io" si ritrova in una grossa grotta sotterranea, dove incontra altre specie di mostri, simili a delle scimmie. Nel frattempo le sue statistiche crescono e la ragazza inizia a sperimentare alcune sue abilità. Durante l'esplorazione, "Io" affronta e sconfigge un anogratch solitario, ma viene poi attaccata da un branco enorme di scimmie che la mette in seria difficoltà. |                        |                   |                                                                            |
| 3  | 9 giugno 2017 | ISBN 978-4-04-105646-2 | 4 novembre 2020   | ISBN 978-88-349-1530-1                                                     |
| 4  | 29 dicembre 2017 | ISBN 978-4-04-106395-8 | 20 gennaio 2021   | ISBN 978-88-349-0457-2                                                     |
| 5  | 10 luglio 2018 | ISBN 978-4-04-107058-1 | 24 marzo 2021     | ISBN 978-88-349-0548-7                                                     |
| 6  | 10 gennaio 2019 | ISBN 978-4-04-107061-1 | 19 maggio 2021    | ISBN 978-88-349-0628-6                                                     |
| 7  | 10 luglio 2019 | ISBN 978-4-04-107059-8 | 14 luglio 2021    | ISBN 978-88-349-0688-0                                                     |
| 8  | 3 marzo 2020 | ISBN 978-4-04-108936-1 | 1º settembre 2021 | ISBN 978-88-349-0757-3                                                     |
| 9  | 10 ottobre 2020 | ISBN 978-4-04-109922-3 | 24 novembre 2021  | ISBN 978-88-349-0820-4                                                     |
| 10 | 9 aprile 2021 | ISBN 978-4-04-109923-0 | 2 marzo 2022      | ISBN 978-88-349-0891-4                                                     |
| 11 | 9 novembre 2021 | ISBN 978-4-04-112021-7 | 10 agosto 2022    | ISBN 978-88-349-1110-5                                                     |
| 12 | 7 ottobre 2022 | ISBN 978-4-04-112966-1 | 23 agosto 2023    | ISBN 978-88-349-2230-9                                                     |
| 13 | 10 luglio 2023 | ISBN 978-4-04-113909-7 | 17 aprile 2024    | ISBN 978-88-349-2436-5                                                     |
| 14 | 9 aprile 2024 | ISBN 978-4-04-114829-7 | 9 aprile 2025     | ISBN 978-88-349-3339-8                                                     |
| 15 | 10 marzo 2025 | ISBN 978-4-04-115941-5 | —                 | —                                                                          |

#### Spin-off
Un manga spin-off comico disegnato da Gratinbird è stato serializzato sulla rivista Young Ace UP a partire dal 18 luglio 2019; il primo tankōbon è stato pubblicato il 3 marzo 2020. Il manga s'intitola So I'm a Spider, So What?: Daily Life of the Four Spider Sisters (蜘蛛ですが、なにか？ 蜘蛛子四姉妹の日常?, Kumo desu ga, nani ka?: Kumoko yonshimai no nichijō) e narra delle vicende della protagonista a partire dal suo arrivo nel dungeon, in un momento in cui la sua coscienza si è divisa in quattro parti grazie a un'abilità acquisita.
| Nº | Data di prima pubblicazione | Data di prima pubblicazione | Data di prima pubblicazione |
| Nº | Giapponese                  | Giapponese                  |                             |
| -- | --------------------------- | --------------------------- | --------------------------- |
| 1  | 3 marzo 2020                | ISBN 978-4-04-109230-9      |                             |
| 2  | 10 ottobre 2020             | ISBN 978-4-04-109469-3      |                             |
| 3  | 9 gennaio 2021              | ISBN 978-4-04-110921-2      |                             |
| 4  | 9 aprile 2021               | ISBN 978-4-04-110924-3      |                             |
| 5  | 9 novembre 2021             | ISBN 978-4-04-112016-3      |                             |
| 6  | 10 gennaio 2023             | ISBN 978-4-04-113053-7      |                             |

### Anime

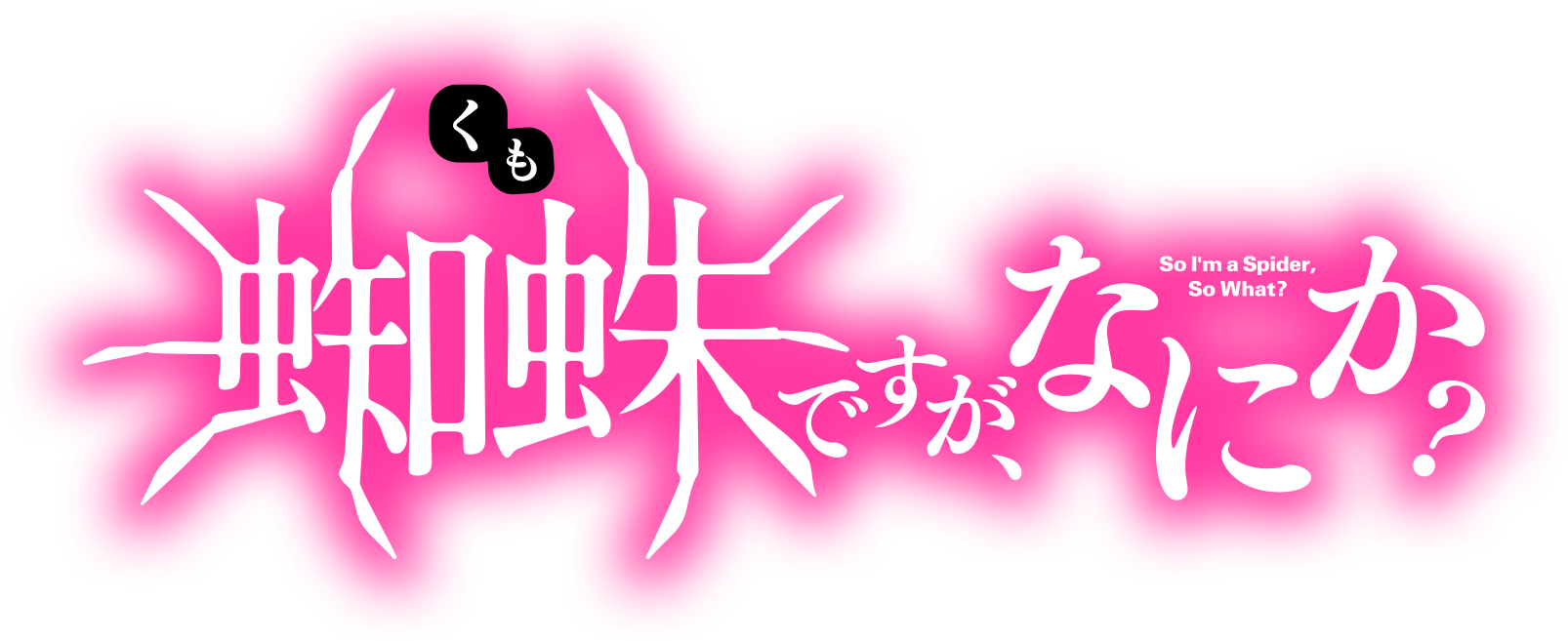
Logo dell'adattamento animato.

Durante la fiera Anime Expo del 2018 è stato annunciato l'adattamento anime della light novel, prodotto da Jōtarō Ishigami. Inizialmente la data di uscita era prevista per il 2020, ma data l'emergenza del COVID-19 l'uscita è stata spostata all'inizio del 2021. La sigla d'apertura è keep weaving your spider way cantata da Riko Azuna mentre quella di chiusura è Do Your Best! Kumoko-san's Theme (がんばれ！蜘蛛子さんのテーマ?, Ganbare! Kumoko-san no Tēma) interpretata da I (Aoi Yūki). La serie è stata trasmessa dall'8 gennaio al 3 luglio 2021 e Crunchyroll si è occupata della distribuzione in simulcast in versione sottotitolata in vari Paesi fuori dall'Asia, tra cui l'Italia. Medialink ha licenziato l'anime nel sud-est asiatico, e lo ha pubblicato in streaming sul proprio canale YouTube chiamato Ani-One e su Bilibili. Il 24 giugno 2021 venne annunciato che l'episodio 24, previsto per il 25 giugno, sarebbe stato posticipato in data da destinarsi a causa di problemi di produzione. Quest'ultimo è stato poi trasmesso il 3 luglio 2021.

#### Episodi
| Nº | Titolo italiano Giapponese 「Kanji」 - Rōmaji                                                                                   | In onda          | In onda |
| Nº | Titolo italiano Giapponese 「Kanji」 - Rōmaji                                                                                   | Giapponese       |         |
| 1  | Reincarnazione? In un altro mondo? 「転生、異世界？」 - Tensei, isekai?                                                         | 8 gennaio 2021   |         |
| 2  | La mia casetta in fiamme? 「マイホーム、炎上？」 - Mai Hōmu, enjō?                                                              | 15 gennaio 2021  |         |
| 3  | Con la viverna (o il drago) di terra sono guai? 「地竜（龍）、ヤバい？」 - Chiryū (Ryū), Yabai?                                 | 22 gennaio 2021  |         |
| 4  | Io ragno, tu scimmia? 「猿、ホアー？」 - Saru, hoā?                                                                             | 29 gennaio 2021  |         |
| 5  | I pesci gatto sono buoni da mangiare? 「なまずって、おいしい？」 - Namazutte, oishii?                                           | 5 febbraio 2021  |         |
| 6  | Il prode e il signore del male? 「勇者と、魔王？」 - Yūsha to, maō?                                                             | 12 febbraio 2021 |         |
| 7  | I principi fanno i galletti? 「王子たち、青春する？」 - Ōji-tachi, seishun suru?                                                | 19 febbraio 2021 |         |
| 8  | Davvero morirò? 「私、死す？」 - Watashi, shisu?                                                                                | 26 febbraio 2021 |         |
| 9  | I can't speak altromondese! 「アイキャントスピーク、イセカイゴ？」 - Ai Kyanto Supīku, Isekaigo?                                | 5 marzo 2021     |         |
| 10 | Chi è sto vecchio? 「このじじい、誰？」 - Kono jijī, dare?                                                                      | 12 marzo 2021    |         |
| 11 | Nel prossimo episodio c'è lo scontro decisivo? 「次回、決戦？」 - Jikai, kessen?                                                | 19 marzo 2021    |         |
| 12 | La mia battaglia è appena cominciata? 「私の戦いは、これからだ？」 - Watashi no tatakai wa, kore kara da?                       | 26 marzo 2021    |         |
| 13 | Ce l'ho fatta! Sono fuori! Sono libera... vero? 「やったー、外だー 私は自由……だ？」 - Yattā, soto dā watashi wa jiyū ...... da? | 9 aprile 2021    |         |
| 14 | Sei ribelle? Io sono masochista 「おまえ反逆？私、自虐」 - Omae hangyaku? Watashi, jigyaku                                      | 16 aprile 2021   |         |
| 15 | Delle fastidiose bambole ragno da parte di mia madre? 「マザー、からの厄介蜘蛛人形？」 - Mazā, kara no yakkai kumo ningyō?      | 23 aprile 2021   |         |
| 16 | Posso volare adesso? 「フライング、ゲット？」 - Furaingu, Getto?                                                                | 30 aprile 2021   |         |
| 17 | Cosa sto facendo? 「私、なにしてる？」 - Watashi, nani shiteru?                                                                 | 7 maggio 2021    |         |
| 18 | Sono tutti cattivelli, eh? 「みんな、腹黒くね？」 - Minna, haraguroku ne?                                                       | 14 maggio 2021   |         |
| 19 | Diamo il via alla rimpatriata? 「ひらけ、同窓会？」 - Hirake, dōsōkai?                                                          | 21 maggio 2021   |         |
| 20 | Non è colpa mia... vero? 「私のせいじゃない、よね？」 - Watashi no sei ja nai, yo ne?                                           | 28 maggio 2021   |         |
| 21 | Ma come, io non ci sono? 「私、出番ないってか？」 - Watashi, deban naitte ka?                                                   | 4 giugno 2021    |         |
| 22 | Lo sarò per sempre? 「私よ、永遠に？」 - Watashi yo, towa ni?                                                                   | 11 giugno 2021   |         |
| 23 | Amico, perché lo stai facendo...? 「友よ、なぜおまえは……？」 - Tomo yo, naze omae wa......?                                     | 18 giugno 2021   |         |
| 24 | Sono sempre un ragno, e allora? 「まだ蜘蛛ですが、なにか？」 - Mada kumo desu ga, nanika?                                       | 3 luglio 2021    |         |

## Accoglienza
Le light novel e il manga hanno un venduto un totale di 1.2 milioni di copie a luglio 2018. Le light novel si sono classificate al terzo posto nella categoria tankōbon di Kono light novel ga sugoi! del 2017 e al secondo posto nell'edizione del 2018.
Davide Landi di MangaForever recensì il primo numero del manga, trovandolo sicuramente interessante e consigliato.
Mentre l'adattamento dell'anime ha ricevuto alcuni elogi per il suo design in 3D, le scene disegnate in 2D sono state criticate dai fan per la loro eccessiva dipendenza da scene troppo mosse e fotogrammi fissi.